# Michel Simon
Michel Simon (nume la naștere François Simon;, n. 9 aprilie 1895, Geneva, Geneva, Elveția – d. 30 mai 1975, Bry-sur-Marne, Région parisienne, Franța) a fost un actor de origine elvețiană, considerat un monstru sacru al filmului francez. 

## Filmografie selectivă

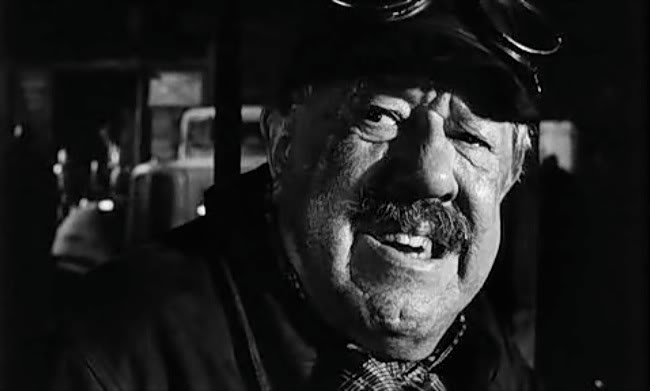
Michel Simon în filmul Trenul (1964)

- 1925 Cea dintâi viață a lui Mathias Pascal (Feu Mathias Pascal), regia Marcel L'Herbier
- 1928 Patimile Ioanei d'Arc (La Passion de Jeanne d'Arc), regia Carl Theodor Dreyer
- 1931 Cățeaua (La Chienne), regia Jean Renoir
- 1931 Baleydier, regia Jean Mamy : Baleydier
- 1931 Jean de la Lune, regia Michel Simon (semnat ca Jean Choux)
- 1932 Boudu salvat de la înec (Boudu sauvé des Eaux), regia Jean Renoir
- 1934 Chemarea primăverii (Lac aux dames), regia Marc Allégret
- 1934 Atalanta (L'Atalante), regia Jean Vigo
- 1936 Triunghiul (Faisons un rêve), regia Sacha Guitry
- 1937 O dramă nostimă (Drôle de drame), regia Marcel Carné
- 1938 Suflete în ceață (Le Quai des brumes), regia Marcel Carné
- 1939 Apus de glorie (La Fin du jour), regia Julien Duvivier
- 1941 Rigoletto (Il ré se diverte), regia Mario Bonnard
- 1943 Paradisul femeilor (Au Bonheur des Dames), regia André Cayatte
- 1946 Panică (Panique), regia Julien Duvivier
- 1950 Frumusețea diavolului (La Beauté du diable), regia René Clair
- 1951 La Poison, regia Sacha Guitry
- 1952 Necunoscuta din taxi (Monsieur Taxi), regia André Hunebelle
- 1955 Amintirile unui polițist (Les Mémoires d'un flic), regia Pierre Foucaud
- 1960 Austerlitz, regia Abel Gance
- 1962 Dracul și cele 10 porunci (Le Diable et les Dix Commandements), regia Julien Duvivier
- 1962 Vaporul lui Emil (Le Bateau d'Émile ou Le Homard flambé), regia Denys de La Patellière
- 1964 Trenul (Le Train), regia John Frankenheimer și Bernard Farrel
- 1966 Bătrânul și copilul (Le Vieil Homme et l'Enfant), regia Claude Berri
- 1967 Afurisitul de bunic (Ce sacré grand-père), regia Jacques Poitrenaud
- 1970 Contestare generală (Contestazione generale), regia Luigi Zampa, sketch Citare goală (ajutor)
- 1972 Cea mai frumoasă seară din viața mea (La Panne ou La più bella serata della mia vita), regia Ettore Scola
- 1973 Le Boucher, la Star et l'Orpheline, regia Jérôme Savary
- 1975 Ibisul roșu (L'Ibis rouge), regia Jean-Pierre Mocky

## Premii
- 1964: Hans Reinhart-Ring
- 1967: Ursul de Argint pentru Bătrânul și copilul de Claude Berri la Festivalul Internațional de Film de la Berlin